# Cecilio Lopez
Cecilio F. Lopez (Marikina, 1 februari 1898 - 5 september 1979) was een Filipijns taalwetenschapper en professor aan de University of the Philippines. Lopez schreef een handboek over de oorsprong van de Filipijnse talen en wordt wel omschreven als de "vader van de Taalwetenschap in de Filipijnen" 

## Biografie
Cecilio Lopez werd geboren op 1 februari 1898 in Marikina in de Filipijnse provincie Rizal, tegenwoordig in Metro Manilla. Zijn ouders waren Magno Lopez en Venancia Francisco. In 1923 behaalde hij een Bachelor of Arts-diploma Zoölogie aan de University of the Philippines (UP). Nadien studeerde hij op kosten van de Amerikaanse overheid in Frankrijk, Nederland (Universiteit van Leiden) en Duitsland. En 1928 behaalde hij een Ph.D. Taalkunde aan de Universiteit Hamburg. 
Na zijn studie aan de University of the Philippine en voordat hij vertrok om in het buitenland verder te studeren werkte hij op zijn alma mater als assistent-docent Zoölogie (1921-1923) en docent Frans (1923-1926). Na terugkeer in de Filipijnen was hij van 1930 tot 1937 was Lopez assistent-professor en plaatsvervangend hoofd van de afdeling Oosterse Talen van de University of the Philippines. Van 1937 tot 1945 was hij secretaris en Executive Officer van het Institute of National Language. Na de Tweede Wereldoorlog werd Lopez in 1945 aangesteld als professor Oosterse Talen, een functie die hij bekleedde tot 1960. Daarnaast was hij onder meer secretaris van de UP Graduate School van 1951 tot 1955, Voorzitter van het Social Science Research Center in 1954, waarnemend directeur van het Institute of National Language van 1954 tot 1955, waarnemend decaan van het College of Liberal Arts van 1955 tot 1957. In 1963 werd Lopez aangesteld als emeritus-professor Taalkunde aan UP.
Lopez speelde een belangrijke rol bij het onderzoek naar de Filipijnse talen en bij de selectie van het Filipijns als nationale taal. Ook schreef hij een handboek over de oorsprong van de Filipijnse talen. In 1978 werd Lopez door de National Academy of Science and Technology onderscheiden met de titel Academicus van de Filipijnen.
Lopez overleed in 1979 op 81-jarige leeftijd. Hij was getrouwd met Consuelo Jiminez en samen met haar kregen ze een zoon.